# A Merry Little Christmas (Paola Iezzi)
A Merry Little Christmas è un album di canzoni natalizie reinterpretate dalla cantautrice italiana Paola Iezzi pubblicato nel 2017 per il mercato digitale e ripubblicato nel 2018 in una versione “New Edition” anche per il mercato fisico, con l'aggiunta di 3 nuovi brani e una nuova copertina.
Il 29 Novembre 2019, Paola, pubblica una “Deluxe Edition” dell'album con l'aggiunta di 3 nuove cover, nuova copertina e nuovo booklet.
Il 4 Dicembre 2021 viene pubblicata una “Special Edition” con l'aggiunta di ulteriori 3 nuovi brani e una nuova copertina.

## Tracce 2017
1. Let It Snow! Let It Snow! Let It Snow!
2. Have Yourself a Merry Little Christmas
3. Last Christmas
4. I'll Be Home for Christmas
5. White Christmas
6. Santa Claus Is Coming to Town
7. Hard Candy Christmas
8. Blue Christmas
9. Silent Night
10. Auld Lang Syne

## Tracce 2018
1. Let It Snow!
2. Have Yourself a Merry Little Christmas
3. Last Christmas
4. I'll Be Home for Christmas
5. White Christmas
6. Santa Claus Is Coming to Town
7. Hard Candy Christmas
8. Blue Christmas
9. Silent Night
10. Auld Lang Syne
11. All I Want for Christmas Is You
12. The Christmas Song (Chestnuts Roasting On An Open Fire)
13. Come On Home

## Tracce 2019
1. Let It Snow!
2. Have Yourself a Merry Little Christmas
3. Last Christmas
4. I'll Be Home for Christmas
5. White Christmas
6. Santa Claus Is Coming to Town
7. Hard Candy Christmas
8. Blue Christmas
9. Silent Night
10. Auld Lang Syne
11. All I Want for Christmas Is You
12. The Christmas Song (Chestnuts Roasting On An Open Fire)
13. Come On Home
14. It’s Beginning To Look A Lot Like Christmas
15. Jingle Bell Rock
16. The First Noel

## Tracce 2021
1. Let It Snow!
2. Have Yourself a Merry Little Christmas
3. Last Christmas
4. I'll Be Home for Christmas
5. White Christmas
6. Santa Claus Is Coming to Town
7. Hard Candy Christmas
8. Blue Christmas
9. Silent Night
10. Auld Lang Syne
11. All I Want for Christmas Is You
12. The Christmas Song (Chestnuts Roasting On An Open Fire)
13. Come On Home
14. It’s Beginning To Look A Lot Like Christmas
15. Jingle Bell Rock
16. The First Noel
17. Jingle Bells feat. Le Sorelle Marinetti
18. River
19. Winter Wonderland

## Classifiche
| Classifica (2018) | Posizione massima |
| ----------------- | ----------------- |
| Italia            | 72                |